# World Series of Poker 1975
Le World Series of Poker 1975 furono la sesta edizione della manifestazione. Si tennero dal 6 al 15 maggio presso il casinò Binion's Horseshoe di Las Vegas.
Il vincitore del Main Event fu Brian "Sailor" Roberts.

## Eventi preliminari
| Evento                           | Vincitore     | Premio  | Ultimo giocatore eliminato |
| -------------------------------- | ------------- | ------- | -------------------------- |
| $1.000 Seven Card Razz           | Sam Angel     | $17.000 | Sconosciuto                |
| $1.000 Deuce to Seven Draw poker | Billy Baxter  | $35.000 | Sconosciuto                |
| $5.000 No Limit Hold'em          | Jay Heimowitz | $32.000 | Sconosciuto                |
| $1.000 Seven-Card Stud           | Johnny Moss   | $44.000 | Sconosciuto                |

## Main Event
I partecipanti al Main Event furono 21. Ciascuno di essi pagò un buy-in di 10.000 dollari.

### Tavolo finale
| Piazzamento | Nome                   | Premio   |
| ----------- | ---------------------- | -------- |
| 1°          | Brian "Sailor" Roberts | $210.000 |
| 2°          | Bob Hooks              | $0       |
| 3°          | Crandell Addington     | $0       |
| 4°          | Aubrey Day             | $0       |
| 5°          | Sconosciuto            | $0       |
| 6°          | Jesse Alto             | $0       |